# Monument (Keiino)
Monument è un singolo del gruppo musicale norvegese Keiino, pubblicato il 15 gennaio 2021 su etichetta discografica Caroline International.

## Descrizione
Già vincitori del Melodi Grand Prix 2019 e quindi rappresentanti della Norvegia all'Eurovision Song Contest 2019, i Keiino hanno presentato Monument all'edizione del 2021 della selezione eurovisiva nazionale. Sono stati fra i sei artisti selezionati dall'emittente pubblica NRK come finalisti automatici; hanno comunque presentato il brano dal vivo durante la prima semifinale dell'evento, andata in onda il 16 gennaio 2021. Nella finale del successivo 20 febbraio si sono piazzati secondi.

## Tracce
Testi e musiche di Tom Hugo Hermansen, Alexander Nyborg Olsson, Fred Buljo, Alexandra Rotan e Rüdiger Schramm.
1. Monument – 3:05

## Classifiche
| Classifica (2021) | Posizione massima |
| ----------------- | ----------------- |
| Norvegia          | 8                 |